# Dipara reticulata
Dipara reticulata – gatunek błonkówki z rodziny Diparidae. Endemit Kenii.

## Taksonomia
Gatunek ten opisany został po raz pierwszy w 2021 roku przez Christopha Brauna i Ralpha S. Petersa na łamach „ZooKeys”. Jako lokalizację typową wskazano Las Kakamega w Kenii. Epitet gatunkowy oznacza po łacinie „siatkowana” i nawiązuje do rzeźby tergitów gastra.

## Morfologia samicy
Błonkówka o ciele długości od 2303 do 2927 µm.
Owalna, około 1,4 raza szersza niż wysoka głowa ma rowkowato-siateczkowane, brązowe do pomarańczowobrązowych ciemię i górną część twarzy oraz siateczkowaną, żółtawobrązową z dwoma ciemnobrązowymi przepaskami poprzecznymi i poprzecznym paskiem białym dolną część twarzy. Dość daleko od siebie osadzone czułki mają żółtawobrązowe trzonek, nóżkę, cztery początkowe człony biczyka i buławkę, brązowe zaś człony biczyka od piątego do siódmego.
Mezosoma jest smukła. Duże i wydłużone, brązowe lub pomarańczowobrązowe przedplecze ma prawie rowkowaną powierzchnię. Środek tarczy śródplecza jest brązowy lub pomarańczowobrązowy i prawie rowkowany, boki zaś żółtawobrązowe z parą metalicznie czarnych kropek i siateczkowane. Notauli zbiegają się w połowie długości tejże tarczy. Axillae, żółtawobrązowa tarczka i frenum są siateczkowane. Skrzydła są skrócone, na szczytach ścięte, sięgające do środka długości stylika. Pozatułów jest biały, pośrodku drobno pomarszczony, po bokach natomiast pokryty poprzecznymi żeberkami.
Metasoma ma biały, 1,2–1,3 razy dłuższy niż szeroki, pomarszczony pomostek. Gaster jest żółtawobrązowy, o siateczkowanych tergitach, z których pierwszy zakrywa go w 1/3. Pokładełko ma osłonkę o białym przodzie i ciemnobrązowym tyle.

## Ekologia i występowanie
Owad afrotropikalny, znany wyłącznie z Lasu Kakamega w Kenii. Spotykany na rzędnych 1554 m n.p.m. Zasiedla ściółkę.